# Sztab generalny
Sztab generalny – wojskowa instytucja centralna w niektórych państwach, rodzaj sztabu (np. Sztab Generalny Wojska Polskiego).